# Vranov (hrad)
Vranov (jinak též Skála, Skály, Malá Skála či Pantheon) je zřícenina skalního hradu na pravé straně řeky Jizery, tyčící se nad severočeskou obcí Malá Skála, okres Jablonec nad Nisou. Z pozdně středověkého skalního hradu na strmém pískovcovém bradlu , jenž byl s délkou kolem čtyřset metrů plošně největší fortifikací svého druhu v českých zemích, se dodnes dochovaly jen nepatrné zbytky – překryté navíc romantickou přestavbou z počátku 19. století, díky níž se stal z místa svérázný skalní památník různých historických osobností. Pro své krásné výhledy ze strmých srázů, jakož i velmi členitý terén (plný schodišť, skalních místnůstek, sklepení, různých branek, teras apod.), je Vranov oblíbeným cílem turistů v oblasti PPk Maloskalska.

## Historie

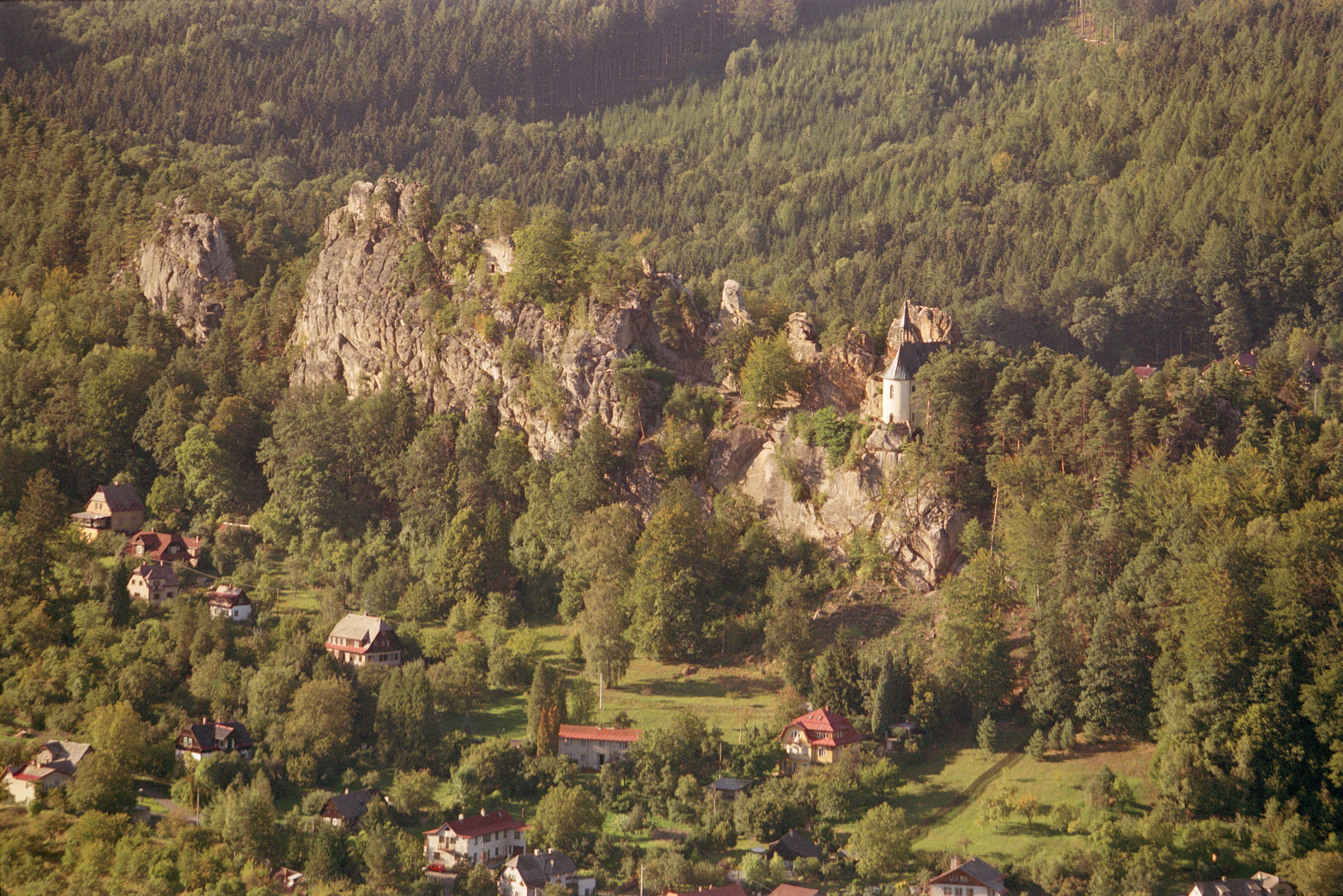
Skalní hřeben s Vranovem

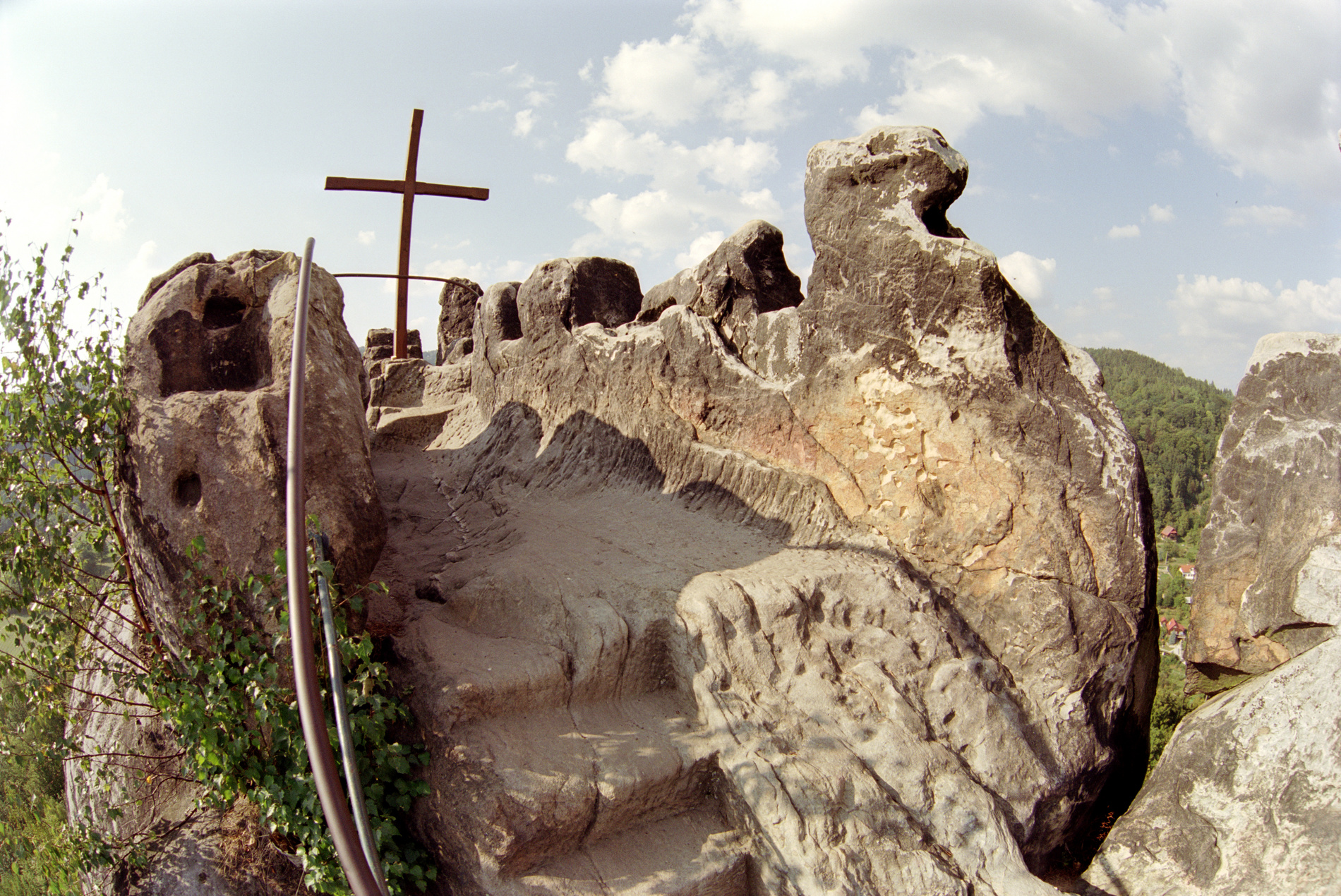
Nejvyšší místo hradu

Archeologický výzkum dokládá existenci hradu pouze v 15. století, nicméně se nedá vyloučit, že na některých skalních blocích stály budovy už dříve. Ostatně obec Vranové je poprvé zmiňována roku 1382, kdy patřila pod dominikánský klášter v Turnově. Hrad byl vystavěn pravděpodobně na počátku 20. let 15. století, z let 1422 a 1425 o něm pochází první jisté zmínky. Tehdy jej vlastnili Heníček ze Skály a jeho otec Heník Štěpanický z Valdštejna a na Vranově. Ostatně Valdštejnům patřil po celé 15. století. Za Heníčkova syna v letech 1453–1487 se stal baštou husitství v oblasti a zažíval svůj největší rozkvět. Roku 1538 však panství koupil Jan z Vartemberka[který?], jenž o hrad ztratil zájem. V průběhu 16. století hrad zpustl.
K určitému znovuoživení místa došlo v době romantismu v 19. století. Roku 1802 se novým majitelem panství Malá Skála stal textilní podnikatel (nákladník) Franz Zacharias Römisch, jenž jej odkoupil od Desfoursů. Ten zde nechat vybudovat Pantheon – soustavu pomníčků, zdobných uren, pamětních desek a nik s bystami, aby tak oslavil různé osobnosti jak z českých, tak světových (evropských) kulturních a politických dějin; kromě toho také pro sebe postavil na troskách býv. hradní kaple letohrádek (dnes v něm sídlí kavárna a občerstvení). Ovšem ani tato romantická přestavba se nedochovala v plném rozsahu.